# DNCE
DNCE – amerykańsko-koreański zespół muzyczny, który został założony w 2015. W skład grupy wchodzą Joe Jonas, Jack Lawless, JinJoo Lee i Cole Whittle. Muzycy zyskali rozpoznawalność po wydaniu debiutanckiego singla „Cake by the Ocean” we wrześniu 2015.

## Historia zespołu
Zespół powstał w 2015 z inicjatywy Joe Jonasa i Jacka Lawlessa. Piosenkarze, którzy mieszkali razem, planowali stworzenie grupy już wcześniej, jednak plany były odsuwane z powodu napiętych grafików obu muzyków. Ostatecznie Jonas, Lawless i JinJoo Lee uformowali zespół w 2015 i od razu zaczęli pracę nad materiałem na debiutancką płytę studyjną. Nad albumem pracowali we współpracy z Justinem Tranterem z zespołu Semi Precious Weapons, który jakiś czas później dołączył do składu grupy. Zespół zagrał kilkanaście koncertów w nowojorskich klubach. We wrześniu ukazał się ich debiutancki singel „Cake by the Ocean”, który dotarł do pierwszej dziesiątki list przebojów w wielu krajach, w tym m.in. do 7. miejsca w Kanadzie i 9. miejsca na amerykańskiej liście Hot 100. W Polsce singiel uzyskał status podwójnie platynowej płyty. Pod koniec października ukazała się debiutancka EP-ka zespołu zatytułowana Swaay, która zyskała pozytywne recenzje od krytyków muzycznych. Minialbum promowany był przez single „Cake by the Ocean” i „Jinx”. W listopadzie grupa zagrała trasę koncertową o nazwie Greatest Tour Ever.
Pod koniec stycznia 2016 zespół wystąpił w programie Grease: Live, emitowanym w telewizji Fox, będącym transmisją „na żywo” musicalowej produkcji Grease. Grupa wcieliła się w rolę zespołu Johnny Casino i Hazardziści i zagrała piosenki: „Cake by the Ocean” (stylizowane na brzmienia lat 50.) i „Maybe Baby” formacji The Crickets oraz oryginalne utwory z musicalu – „Born to Hand Jive” i „Rock & Roll Is Here to Stay”. Zespół DNCE wystąpił jako support Seleny Gomez podczas jej trasy koncertowej o nazwie Revival Tour, która odbywała się od maja do sierpnia. 18 listopada 2016 roku premierę miała debiutancka płyta studyjna zespołu zatytułowana po prostu DNCE.
W 2018 roku zespół zawiesił działalność, Joe Jonas wrócił do reaktywowanego Jonas Brothers.

## Dyskografia

### Albumy studyjne
- DNCE (2016) – złota płyta w Polsce[14]

### Mini albumy (EP)
- Swaay (2015)
- People to People (2018)